# Lajos Molnár (homme politique)
Pour les articles homonymes, voir Lajos Molnár et Molnár.
Lajos Molnár, né le 13 octobre 1946 à Nyírbátor et mort le 23 mars 2015 à Budapest, est un médecin et un homme politique hongrois.

## Biographie

### Médecine
Après des études à Nyírbátor au lycée Báthori István, où il décide de devenir médecin, il est dirigé vers l'université de médecine de Stavropol dans le Caucase, et ce n'est qu'après deux années en Union Soviétique qu'il peut intégrer l'université de Debrecen. 
Devenu oto-rhino-laryngologiste à Salgótarján, dans les années 1970 il est mécontent des hausses de prix et s'installe en Algérie, puis à Vienne. Les changements politiques de la fin des années 1980 le ramènent en Hongrie. Il ne peut plus exercer sa spécialité en raison de la dégradation de sa vue, mais ses bons rapports avec les mouvements libéraux de l'époque de la fin du régime communiste lui permettent d'accéder à la direction du centre médical public du 2e arrondissement de Budapest (Kapás utcai rendelő), puis de différents hôpitaux. Il se fait alors déjà remarquer pour une déclaration au Financial Times qui provoque des remous en Hongrie, au sujet des dessous de table attendus par les médecins (hálapénz « gratification »).

### Politique
Membre de l'Alliance des démocrates libres (SzDSz), il est nommé ministre de la Santé dans le Gouvernement Gyurcsány II formé le 9 juin 2006. Il devient vite l'homme politique hongrois à la popularité la plus basse dans les sondages, du fait de ses réformes radicales du système de santé qui soulèvent les passions dans tout le pays : « frais de consultation » non remboursés (vizitdíj, l'équivalent du ticket modérateur), libéralisation des pharmacies, réseau hospitalier « à centres de gravité » (súlyponti) impliquant la diminution du nombre de lits et d'hôpitaux, etc. Il souhaite également le passage à une sécurité sociale « à plusieurs assureurs » (több-biztosítós) ouverte aux assurances privées, mais il s'oppose alors au Premier ministre Ferenc Gyurcsány et démissionne finalement au 6 avril 2007 ; il est remplacé par Ágnes Horváth.